# Abama Open de Canarias
Het Abama Open de Canarias was een golftoernooi dat in 2005 eenmalig werd gespeeld, in de Abama Golf Club op Tenerife. Het telde mee voor zowel de Europese als de Challenge Tour.
Het prijzengeld was € 450.000, hetgeen aan de lage kant was voor de Europese Tour maar veel voor de Challenge Tour. John Bickerton won het toernooi met een score van 274 (-10) en ontving € 75.000.
De eerste keer dat de Europese Tour hier kwam, was in 1989 voor het Tenerife Open (1989–1995), waar Chris van der Velde zijn debuut maakte, in 1997 voor de Turespaña Masters op Maspalomas en in 2002 en 2004 voor het Canarias Open de España.